# Naajaat
Naajaat (zastarale Nâjât nebo Naajat) nebo Naujaat (zastarale Naujât nebo Naujat) je osada v kraji Avannaata v Grónsku. Nachází se na stejnojmenném ostrově v Upernavickém souostroví. V roce 2017 tu žilo 59 obyvatel. Název osady znamená "mladí racci".

## Počet obyvatel
Počet obyvatel Naajaatu byl v posledních dvou desetiletích poměrně stabilní.